# Patrick Séry
 (octobre 2013).
Si vous disposez d'ouvrages ou d'articles de référence ou si vous connaissez des sites web de qualité traitant du thème abordé ici, merci de compléter l'article en donnant les références utiles à sa vérifiabilité et en les liant à la section « Notes et références ».
Patrick Séry,  né le 18 octobre 1945 à Neuilly-sur-Seine, est un écrivain, journaliste et documentariste français.
Homme de presse, il a collaboré successivement à Combat, au Monde, au Nouvel Observateur, à L'Express et à L'Événement du jeudi. Grand reporter durant une vingtaine d'années, il est allé sur diverses zones de conflit, du Golfe à l'Irlande du Nord en passant par le Liban et les dictatures latino-américaines des années 80. Il est également l'auteur de plusieurs documentaires de télévision. Écrivain, il a publié quatre romans. Le Maître et le scorpion en 1991, récit d'un vieux joueur d'échecs juif, contraint de jouer la vie de ses codétenus dans un camp de concentration, a connu un vif succès.

## Biographie
Après des études de journalisme, Patrick Séry commence sa carrière au service culturel du quotidien Le Monde où il entre en 1970. Il collabore au supplément Spectacles qui parait le mercredi sous l'égide de Bertrand Poirot-Delpech, réalisant des entretiens avec les grands réalisateurs du moment (Luis Buñuel, Howard Hawks, Dino Risi, Alfred Hitchcock, John Frankenheimer, Jacques Demy, etc.). Il quitte Le Monde en 1972 pour rejoindre le service Notre époque du Nouvel Observateur. Il collabore à l'hebdomadaire jusqu'à la fin de 1976. Pendant quatre ans, il collabore à divers organes de presse et réalise deux documentaires pour France 3 : Banco, un 52 minutes sur les jeux d'argent (avec le cinéaste Alain Cavalier) en 1978 et La passion des échecs en 1980. 
Il entre à L'Express en 1980 comme grand reporter mais quitte l'hebdomadaire un peu plus tard dans le sillage de son directeur Jean-François Revel, licencié par le propriétaire, Jimmy Goldsmith, pour avoir laissé publier une couverture jugée désobligeante sur Valéry Giscard d'Estaing, le président sortant. 
Il poursuit sa carrière dans l'hebdomadaire L'Événement du jeudi fondé par Jean-François Kahn en 1984. Il y est successivement grand reporter, chef du service Étranger, envoyé spécial permanent aux États-Unis. Parallèlement, il y tient une chronique sur le jeu d'échecs, son hobby, sa seconde passion après la littérature. Fort joueur lui-même, il a disputé le championnat national en 1980 à Puteaux. 

## Œuvres
- 1991 : Le Maître et le scorpion, éditions Flammarion. Prix du premier roman. Prix du Lion's Club.
- 1994 : Comme le diable m'a fait naître, éditions Flammarion.
- 1997 : L'inconnue de Budapest, éditions Grasset.
- 2013 : Dieu aime-t-il Wagner ?, éditions Ecriture.